# Pancotto
Le pancotto (pain cuit) est une soupe italienne préparée avec des morceaux de pain rassis bouillis dans un bouillon ou  de l'eau et assaisonnés,.

## Histoire
Recette transmise depuis le Moyen Âge et autrefois, notamment en Lombardie et en Toscane,  utilisée pour favoriser l'allaitement, elle était servie aux convalescents.
Malgré l'absence de sources fiables, des récits trouvés dans les livres du couvent des frères franciscains de Lequile, dans le Salento, affirment que Giuseppe Garibaldi a mangé du pancotto dans ce couvent, après s'être réfugié à la suite d'une réunion clandestine de conspirateurs anti-Bourbon, événements survenus à proximité de San Cesario di Lecce.

## Description
Le pancotto est un plat de la cuisine de restes qui rappelle la mentalité économe et humble de la culture paysanne qui n'aurait jamais gaspillé une miette de pain. Il est présent dans toutes les régions d'Italie avec des variations infinies dues au type de pain, au liquide utilisé et au mode de cuisson. Dès lors on l'appelle de diverses manières : panada lombarde, pancheuto ligure, pane cottu sarde, etc.
Catalogué comme une soupe italienne traditionnelle, il est préparé selon des procédures typiques dans lesquelles, bien qu'il existe une variation de légumes et d'herbes, l'élément de base reste toujours le même. Il peut être servi en plat chaud ou froid selon la saison. C'est une recette très simple, facile à réaliser avec des ingrédients disponibles dans chaque foyer : il est réalisé avec du pain rassis afin de récupérer et de réutiliser n'importe quel aliment. 

## Variantes régionales
- Le pancotto laziale et calabrese (pancotto du Latium et calabrais) nécessite que tous les ingrédients, légumes de base (tomates) et aromates (basilic, ail, pecorino, herbes), pain, bouillon ou eau soient cuits ensemble dès le départ pendant une trentaine de minutes[3] ; des piments forts sont ajoutés dans le pancotto calabrese[4].
- Le pancotto Lucano (pancotto de Lucques)comprend l'ajout de feuilles de navet et de poivrons ; il existe également des versions avec des œufs, du porc et du fromage.
- Le pancotto lombardo (pancotto lombard) nécessite que le pain soit trempé dans un bouillon et une fois trempé, cuit avec des légumes, des herbes aromatiques et du gras jusqu'à ébullition.
- Le pancotto pugliese (pancotto des Pouilles) veut que les légumes de base (tomates, pommes de terre, courgettes, feuilles de navet) soient cuits dans le liquide auquel le pain est ensuite ajouté, tandis que les herbes sont frites séparément et ajoutées au reste uniquement au moment de servir[5].
- Le pancotto toscano (pancotto toscan) consiste à faire un sofregit d'herbes et de légumes de base, tels que des tomates, puis à les tremper dans un liquide, de l'eau ou du bouillon, le tout cuisant pendant 10 minutes, ensuite du pain est ajouté[6].
- Le pancotto alla viareggina comprend l'ajout de calmars.
- Le pancotto de Torremaggiore (commune de l'Alto Tavoliere dans la province de Foggia) est préparé selon la tradition locale ; les légumes tels que: blettes, navets, chou, pommes de terre et courgettes sont bouillis avec l'ajout de gousses d'ail, après la cuisson du pain rassis est ajouté. En fin de cuisson le tout est égoutté et servi avec de l'huile. C'est une recette typique de Torremaggiore[7].